# FC 안도라
FC 안도라(카탈루냐어: Futbol Club Andorra)는 안도라의 수도인 안도라라벨랴를 연고로 하는 안도라의 프로 축구 클럽이다. 현재 스페인 축구 리그 시스템의 3부 리그에 해당하는 프리메라 페데라시온에 참가하고 있다. FC 안도라는 1942년에 창단하였으며, 에스타디 나시우날을 홈구장으로 두고 있다. 소규모 국가인 안도라에 연고를 두고 있음에도 불구하고 자발적으로 카탈루냐 축구 연맹에 가입한 이 클럽은 1948년부터 스페인 리그에 참가할 수 있게 되었다.

## 역사
FC 안도라는 역사적으로 안도라에서 가장 큰 축구 구단이었다. 이 클럽은 1942년 10월 15일 메리첼 성모 대학에서 창단되었으며 이는 안도라에서 창단된 최초의 축구 구단이었다. FC 안도라는 카탈루냐 축구 연맹에 가입하여 스페인 리그와 스페인 컵에 참가하였다. 1963-64 시즌, FC 안도라는 세군다 레기오날에서 데뷔하여 11위를 차지하였다.
지역 리그에서 몇 년을 보낸 FC 안도라는 1981년에 세군다 디비시온 B (스페인 3부 리그)로 승격하여 17년 동안 리그에 잔류하였고, 1986-87 시즌에 테르세라 디비시온 (당시 스페인 4부 리그)로 강등당하며 기록이 깨지게 되었다. 1988-89 시즌과 1989-90 시즌에 각각 2위와 4위를 차지하며 세군다 디비시온 승격에 가까워졌었으나, 승격하진 못하였다.
1994년 FC 안도라는 코파 카탈루냐 준결승에서 FC 바르셀로나를 합산스코어 2-1로 꺾고 결승전에서 RCD 에스파뇰을 승부차기 점수 4-2로 꺾으며 코파 카탈루냐 우승컵을 거머쥐었다.
1997-98 시즌 종료 후 팀은 테르세라 디비시온으로 강등되었다.
1995-96 시즌 FC 안도라는 코파 델 레이에서 팔라모스 CF와 헤타페 CF를 차례로 꺾고 3라운드에 진출하였다. 이후 3라운드에서 셀타 비고에게 패배하며 탈락하였다. 이 기록은 현재까지도 안도라 FC의 코파 델 레이 최고 성적이다.
1986년부터 2013년까지 FC 안도라 풋살 팀을 운영하였다.
이 안도라의 클럽은 제라르드 피케의 코스모스 홀딩 그룹이 2018년 12월에 인수했으며, 2019년 4월에는 주요 스폰서인 모라방크 그룹을 인수하였다. 몇 주 후 그들은 22경기 무패행진을 기록하며 테르세라 디비시온으로 승격하였다. 2019년 7월, CF 레우스 데포르티우가 임금 체불로 테르세라 디비시온으로 강등된 후 세군다 디비시온 B의 한 자리를 대체하기 위해 €452,022 (한화 약 6억)의 대금을 지불하였다.
2020년 2월 20일, 3연패와 7경기 연속 무승부 등 부진을 이유로 가브리 가르시아 감독을 경질하였다. 같은 날 나초 카스트로 감독이 후임으로 임명되었다. 2020년 2월 27일, 안도라에서 가장 큰 비즈니스 그룹 중 하나인 피레네가 구단과 계약을 체결하여 "프리미엄 파트너"가 되었다.
2021년, 팀은 처음으로 세군다 디비시온 승격 플레이오프에 진출하였다. 그러나 1차전에서 레알 소시에다드 B에게 패배하여 탈락하였다. FC 안도라는 스페인의 새로운 3부 리그인 프리메라 디비시온 RFEF에 참가하게 되었다.
2022년 5월 21일, FC 안도라는 이미 강등된 UCAM 무르시아를 홈에서 1-0으로 이기고 세군다 디비시온으로 승격되었고, 구단 사상 최초로 2부 리그로 승격되었다.

## 경기장

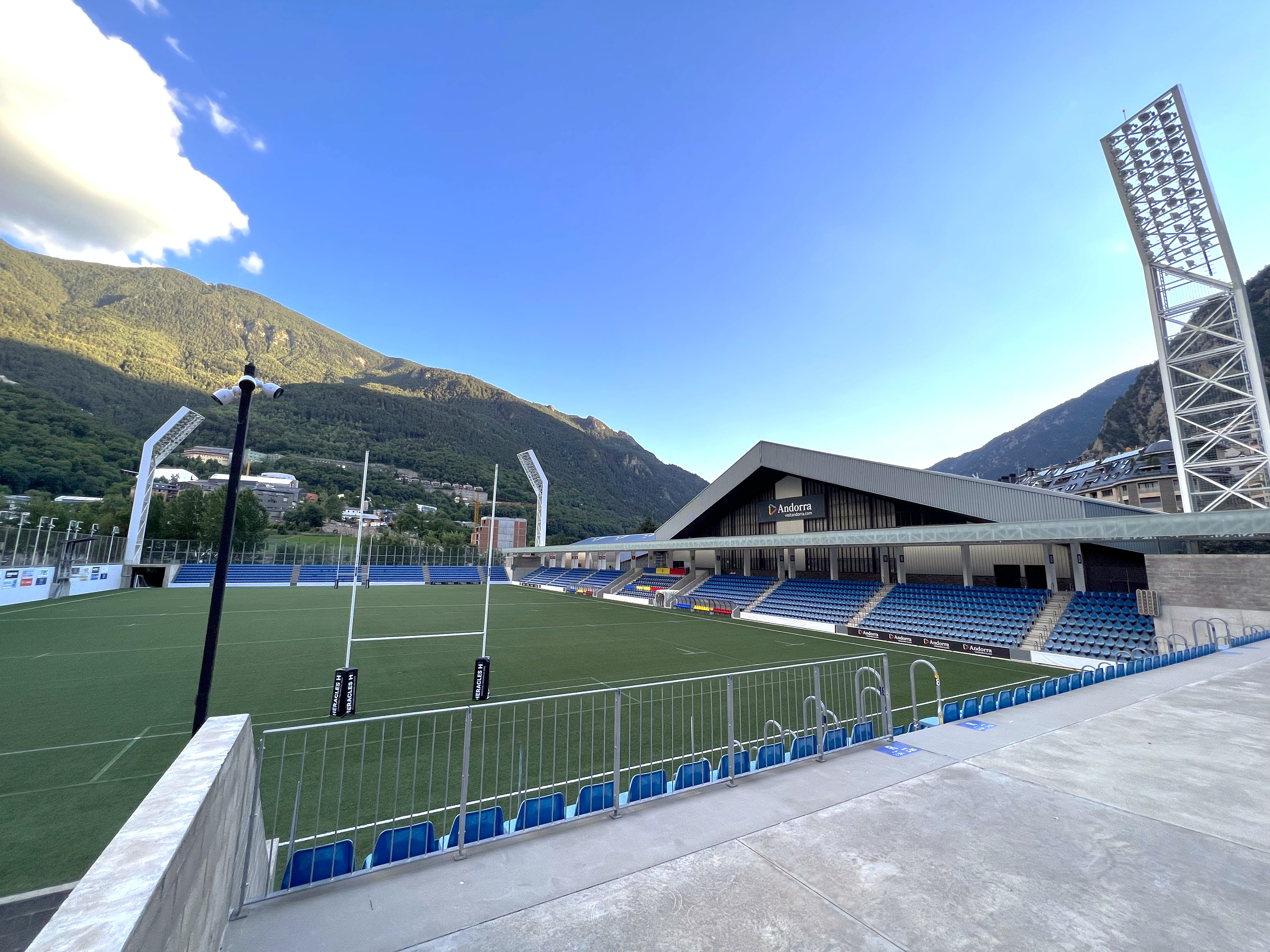
클럽의 현재 홈구장인 에스타디 나시우날.

FC 안도라는 원래 안도라의 수도 안도라라벨랴에 있는 캄프 데스포르트스 데 레스 발스에서 경기를 치렀으며, 1983년에 에스타디 코무날 다이수발로 이전하였고 1999년 경기장을 개조하여 1,000명의 관중을 수용할 수 있게 되었다. 아이수발 경기장이 폐쇄된 후 클럽은 2015년에 안도라라벨랴에 있는 소규모의 새 구장인 센트레 덴트레나멘트 데 라 FAF로 다시 이전하였다.
최근에는 엥캄에 있는 약 500석 규모의 캄 데 푸트볼 데 프라다 데 몰레스를 홈구장으로 두고 있었지만, 2021년부터 안도라 정부와 합의하여 3,306석 규모의 에스타디 나시우날을 홈구장으로 사용하고 있다. 이 경기장은 2015년에 센트레 덴트레나멘트 데 라 FAF로 홈구장을 이전하기 전에 임시 홈구장으로 사용했던 적이 있다.
2022년 5월 8일, 에스타디 나시우날에서 열린 알바세테 발롬피에와의 홈경기에 3,631명의 관중이 몰렸다.
2022년 8월, 클럽은 세군다 디비시온으로 승격한 후 기존 캄 데 푸트볼 데 프라다 데 몰레스 부지에 약 6,000명을 수용할 수 있는 새로운 경기장을 건설할 계획을 발표하였고, 예상 비용은 약 2,600만 유로 (한화 약 350억)로 추정하였다.

## 선수 명단

### 현역
참고: FIFA 자격 규정에 따라 소속된 국가대표팀 국기를 표시합니다. 선수는 복수의 FIFA 비회원국 국적을 가지고 있을 수 있습니다.
| 번호 | 포지션 | 국적   | 이름          |
| ---- | ------ | ------ | ------------- |
| 1    | GK     |        | 니코 라티     |
| 12   | MF     | 세네갈 | 아산 은디아예 |

| 번호 | 포지션 | 국적   | 이름                |
| ---- | ------ | ------ | ------------------- |
| 19   | FW     |        | 크리스토스 알바니스 |
| 22   | FW     | 안도라 | 베르토 로사스       |
| 27   | DF     | 안도라 | 이반 로드리게스     |

## 역대 감독
| 감독            | 임기        |
| --------------- | ----------- |
| 가브리 가르시아 | 2018 ~ 2020 |